# ایجیپتوسور
ایجیپتوسور (نام علمی: Aegyptosaurus) (به معنی سوسمار مصر)، یک دایناسور سوسمارپای گیاه‌خوار مربوط به دوره کرتاسه میانی می‌باشد. این جانور ۹۵ میلیون سال پیش می‌زیسته که بیش از ۱۵ متر طول داشت‌است. سنگوارهٔ ایجیپتوسور در مصر کشف شده‌است و در سال ۱۹۳۲ به وسیله ارنست استروم نام‌گذاری شد. گونه خاص این جنس ایجیپتوسور باهاریجنسیس نام دارد.